# Prudent Bettens
Pour les articles homonymes, voir Bettens.
Prudent Bettens est un footballeur belge né le 4 juillet 1943 à Waregem et mort le 20 septembre 2010 à Waregem.

## Biographie
Prudent Bettens a débuté dans le club phare de sa ville natale, le KSV Waregem. Il fait ses débuts dans l'équipe première qui joue alors en Division 2, dès l'âge de 16 ans. Il évolue d'abord au poste d'attaquant. Il participe à la montée du club parmi l'élite en 1966.
Son rayonnement au milieu du terrain attire l'attention des sélectionneurs nationaux. Prudent Bettens joue trois fois avec les Diables Rouges en 1967 et 1968.
Il est élu Esseveeër van de Eeuw, c'est-à-dire joueur du siècle à Waregem. Ce titre le consacre définitivement comme le joueur emblématique de l'ancien club de Waregem aujourd'hui disparu.
En 1971, il est transféré au KSV Cercle Brugge où il reste deux saisons. Ensuite, après plusieurs saisons en Division 2 au VG Ostende, il termine sa carrière dans des clubs de division inférieure, le FC Brakel, VK Avelgem et Lokerse SV.
Après avoir raccroché les crampons, Prudent Bettens devient entraîneur. Il revient à Waregem en 2001, s'occuper du club durant les derniers mois précédant la fusion avec le Zultse VV qui va donner naissance à SV Zulte Waregem.

## Palmarès
- International en 1967 et 1968 (4 sélections dont 3 capes)
- 170 matches et 47 buts marqués en Division 1[4].
- Champion de Belgique D3 en 1963
- Champion de Belgique D2 en 1966